# 澳大利亚社会工作者协会
澳大利亚社会工作者协会（英語：Australian Association of Social Workers，簡稱AASW）是澳大利亚社会工作者的专业代表机构。它于1946年在联邦层面成立。AASW制定了一套道德准则，规范社会工作者的行为，并促进澳大利亚社会工作者的利益。澳大利亚社会工作者协会是国际社会工作者联合会（IFSW）的成员。
1946年12月14日，七位女性社会工作家在悉尼成立了AASW，目的是推动和发展澳大利亚的专业社会工作，与联邦政府和国际组织进行沟通和协商，维护社会工作的教育和实践标准，提高社会工作的职业地位和工作条件，协调各州社会工作协会的活动，教育和启发公众对社会工作的认识和支持。AASW在其成立的第一个十年里，取得了许多成就，包括举办了六次全国性的社会工作会议，出版了全国性的社会工作期刊《Forum》，促进了社会工作教育在昆士兰和西澳的开展，通过仲裁制度为社会工作提供了工业奖励，参与了战后的社会福利和移民政策的制定和实施，与国际社会工作组织和同行保持了联系和交流。

## 结构
董事会：AASW是一家受澳大利亚证券和投资委员会（ASIC）监管的有限责任公众公司。董事会成员由会员选举产生，根据《公司法》2001年修订版规定，董事会成员有法律义务为公司的最佳利益行事。
编辑委员会：AASW编辑委员会负责编辑《澳大利亚社会工作杂志》。这是一份高质量、国际认可的社会工作刊物，按照AASW董事会的战略方向进行出版。《澳大利亚社会工作杂志》的影响因子为2.579，使该杂志进入社会工作领域的Q1区间。
国家研究委员会：国家研究委员会（NRC）为促进AASW使命的研究提供领导、协调和战略重点。1NRC协助制定、维护和审查政策和程序。
研究：研究是社会工作实践理论和知识基础持续发展的关键。AASW支持开展研究作为建设和维护社会工作使命的关键活动。
分支机构：AASW在全国有九个分支机构。每个分支机构使会员能够参与和受益于他们所在地区的专业社区。